# Żuki
Żuki es un pueblo ubicado en la gmina Tuczna, distrito de Biała Podlaska, voivodato de Lublin, Polonia.

## Superficie
Cuenta con una superficie de 7,290 kilómetros cuadrados.

## Demografía
Hasta 2011 la población era de 126 habitantes, con una densidad de población de 17,28 habitantes por kilómetro cuadrado. Estaba conformada por 60 hombres (47,6%) y 66 mujeres (52,4%), según el censo de la Oficina Central de Estadística.